# Castilleja lebgueana
Castilleja lebgueana är en snyltrotsväxtart som beskrevs av Guy L. Nesom. Castilleja lebgueana ingår i släktet målarborstar, och familjen snyltrotsväxter. Inga underarter finns listade i Catalogue of Life.